# Вугільні кулі
Вугільні кулі (англ. coal balls; нім. Torfdolomit) — округлі утворення (конкреції) доломіту (рідше карбонатів заліза або марганцю) різної величини, які трапляються у вугільних пластах.
У них містяться домішки вуглистої речовини і рослинні залишки, які добре збереглися. Колір вугільних куль чорний або темно-сірий. У вугільних пластах трапляються колчеданні, глинисті вугільні кулі.